# Larve de Müller

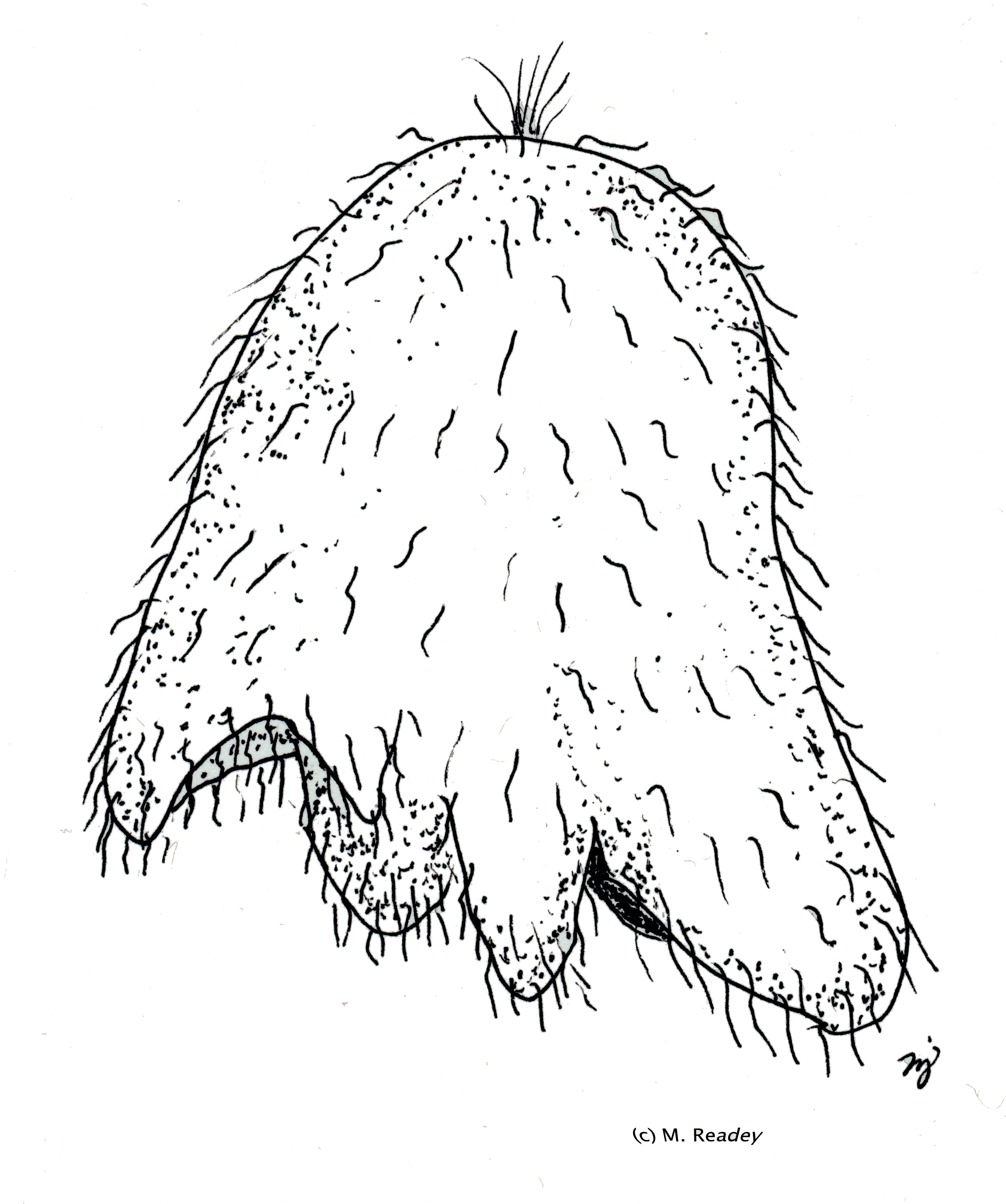
Dessin d'une larve de Müller

La larve de Müller ou Mulleria est une larve de certains Polycladida.  Elle a une symétrie octuple et ressemble un peu à un cténophore .  La larve de Müller est ciliée et possède plusieurs lobes appariés et non appariés. Les cils des lobes sont plus longs que les cils du reste du corps. Aux extrémités antérieure et postérieure de la larve se trouvent des touffes de cils plus longs (apical et caudal). La touffe apicale provient de l'organe apical, une structure sensorielle associée au système nerveux central. 
Il porte le nom de Johannes Peter Müller (1801-1858), un physiologiste allemand qui a inventé le filet à plancton et décrit pour la première fois les formes larvaires de nombreux phylums.

## Sources et références
1. 1 2  Kate A. Rawlinson, « Embryonic and post-embryonic development of the polyclad flatworm Maritigrella crozieri; implications for the evolution of spiralian life history traits », Frontiers in Zoology, vol. 7, no 1,‎ 2010, p. 12 (PMID 20426837, PMCID 2876153, DOI 10.1186/1742-9994-7-12)
2. ↑  N. F. Smith, K. B. Johnson et C. M. Young, Atlas of Marine Invertebrate Larvae, London, Academic Press, 2002, 123–152 p., « Phylum Platyhelminthes »